# Adonis (drzewo)
Adonis – najstarsze znane żyjące drzewo Europy. Jest nim sosna bośniacka (Pinus heldreichii) rosnąca w górach Pindos na północy Grecji.

## Odkrycie
Najstarszy okaz został odkryty przez zespół szwedzkich, niemieckich i amerykańskich naukowców, którym przewodził szwedzki dendrochronolog Paul J. Krusic. Na granicy drzew gór Pindos odkryto kilkanaście tysiącletnich okazów. Najstarsze drzewo ma ponad 1075 lat, co zostało potwierdzone dzięki datowaniu dendrochronologicznemu poprzez pobranie i zbadanie rdzenia, który liczy 1075 słojów. 
Zespół zajmuje się historią klimatu, dlatego jednym z celów było znalezienie starych drzew. Słoje roczne z najstarszych drzew i tych przewróconych w ubiegłych stuleciach staną się źródłem danych nt. warunków środowiskowych panujących w minionych tysiącleciach. Wiekowe drzewa znaleziono podczas ekspedycji badawczej przeprowadzonej w ramach Navarino Environmental Observatory, wspólnego przedsięwzięcia Uniwersytetu Sztokholmskiego, Akademii Ateńskiej i firmy TEMES.